# Rafał Piotrowski
Rafał Piotrowski (ur. 14 kwietnia 1974 w Szczecinie, zm. 3 grudnia 2024) – polski piłkarz występujący na pozycji pomocnika.

## Życiorys
Był wychowankiem Kotwicy Kołobrzeg, skąd przeszedł do Pogoni Szczecin. Z morskim klubem był związany przez większość swojej kariery, występując w nim w latach 1991–2002 (z krótkimi przerwami na grę w Stali Mielec, Lechu Poznań i Flocie Świnoujście).
Po odejściu z Pogoni kontynuował karierę w Zorzy Dobrzany, niemieckim FSV Wacker 90 Nordhausen, KP Police i Victorii 95 Przecław, gdzie po rundzie jesiennej 2006/2007 zakończył karierę.
W I lidze zadebiutował jako piłkarz Pogoni 17 kwietnia 1993 w meczu z Szombierkami Bytom (0-0).
W sumie w ekstraklasie rozegrał 153 mecze i strzelił 8 goli.
Był trenerem klubu KS Wołczkowo-Bezrzecze, występującego w szczecińskiej A-klasie.